# Xã Albertha, Quận Dickey, Bắc Dakota
Xã Albertha (tiếng Anh: Albertha Township) là một xã thuộc quận Dickey, tiểu bang Bắc Dakota, Hoa Kỳ. Năm 2010, dân số của xã này là 23 người.